# 大耶恰鄉
45°51′N 20°53′E / 45.850°N 20.883°E
大耶恰鄉（羅馬尼亞語：Comuna Iecea Mare, Timiș），是羅馬尼亞的鄉份，位於該國西部，由蒂米什縣負責管轄，面積35平方公里，海拔高度84米，2002年人口2,456，人口密度每平方公里70人。